# Telemóveis
Telemóveis è un singolo del cantante portoghese Conan Osíris, pubblicato l'11 febbraio 2019 su etichetta discografica Sony Music Entertainment Portugal. Il brano è stato scritto e composto a due mani dallo stesso interprete.
Il 2 marzo 2019 il brano è stato proclamato vincitore unanimemente da giuria e televoto del programma Festival da Canção, guadagnando il diritto di rappresentare il Portogallo all'Eurovision Song Contest 2019 a Tel Aviv, in Israele. Qui si è esibito nella prima semifinale del 14 maggio, ma non si è qualificato per la finale, piazzandosi 15º su 17 partecipanti con 51 punti totalizzati, di cui 43 dal televoto e 8 dalle giurie. È risultato il più votato dal pubblico in Francia e Spagna, ma ha ottenuto il voto della giuria più basso della serata.

## Tracce
Download digitale
1. Telemóveis – 3:05

## Classifiche
| Classifica (2019) | Posizione massima |
| ----------------- | ----------------- |
| Portogallo        | 10                |